# Chengguan (Lhasa)
Chengguan léase Cheng-Kuán (en chino, 城关区; pinyin, Chéngguān qū; literalmente, ‘puerta a la ciudad’;en tibetano, ཁྲིན་ཀོན་ཆུས།; wylie, khrin kon chus) es el distrito sede la Prefectura Lhasa en la Región autónoma del Tíbet, República Popular China. Su área es 3940 km² y su población total para 2010 fue cercana a los 300 mil habitantes.

## Administración
El distrito de Chengguan se divide en 12 pueblos que se administran en poblados.